# Heinrich Brandes
Heinrich Brandes (Bortfeld, 1803. május 23. – Braunschweig, 1868. október 6.) német festő.

## Élete
1803. május 23-án született a Braunschweig melletti Bortfeld községben (Alsó-Szászországban). Itt tanulta meg a festészet alapvető fogásait F. Barthels útmutatása alapján. 1823-tól 1825-ig a Müncheni Képzőművészeti Akadémián tanult, s itt Peter von Cornelius szárnyai alatt eleinte történelmi festményeket alkotott. Később már a tájfestészet iránt érdeklődött.
Az Akadémia elhagyása után Tirolba ment. A bajor hegyvidéket ábrázoló festményeinek kompozíciói és színvilágai szélesebb körben is  elismerté tették. 1830–31-ben Itáliába utazott, s idejét nagyrészt Rómában töltötte. Visszatérést követően Braunschweig városában telepedett le, és itt festészetet és formatervezést tanított, valamint a hercegi múzeum galériafelügyelőjeként dolgozott.

## Galéria

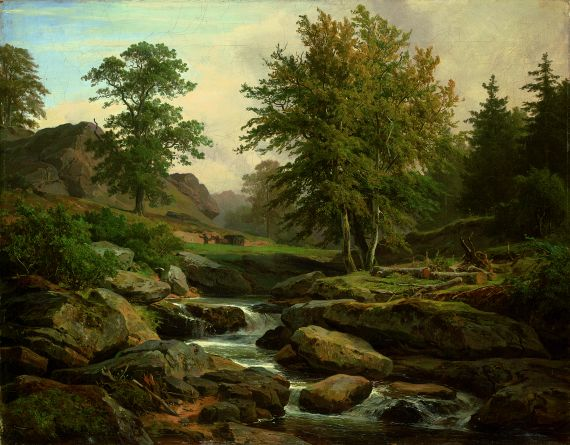
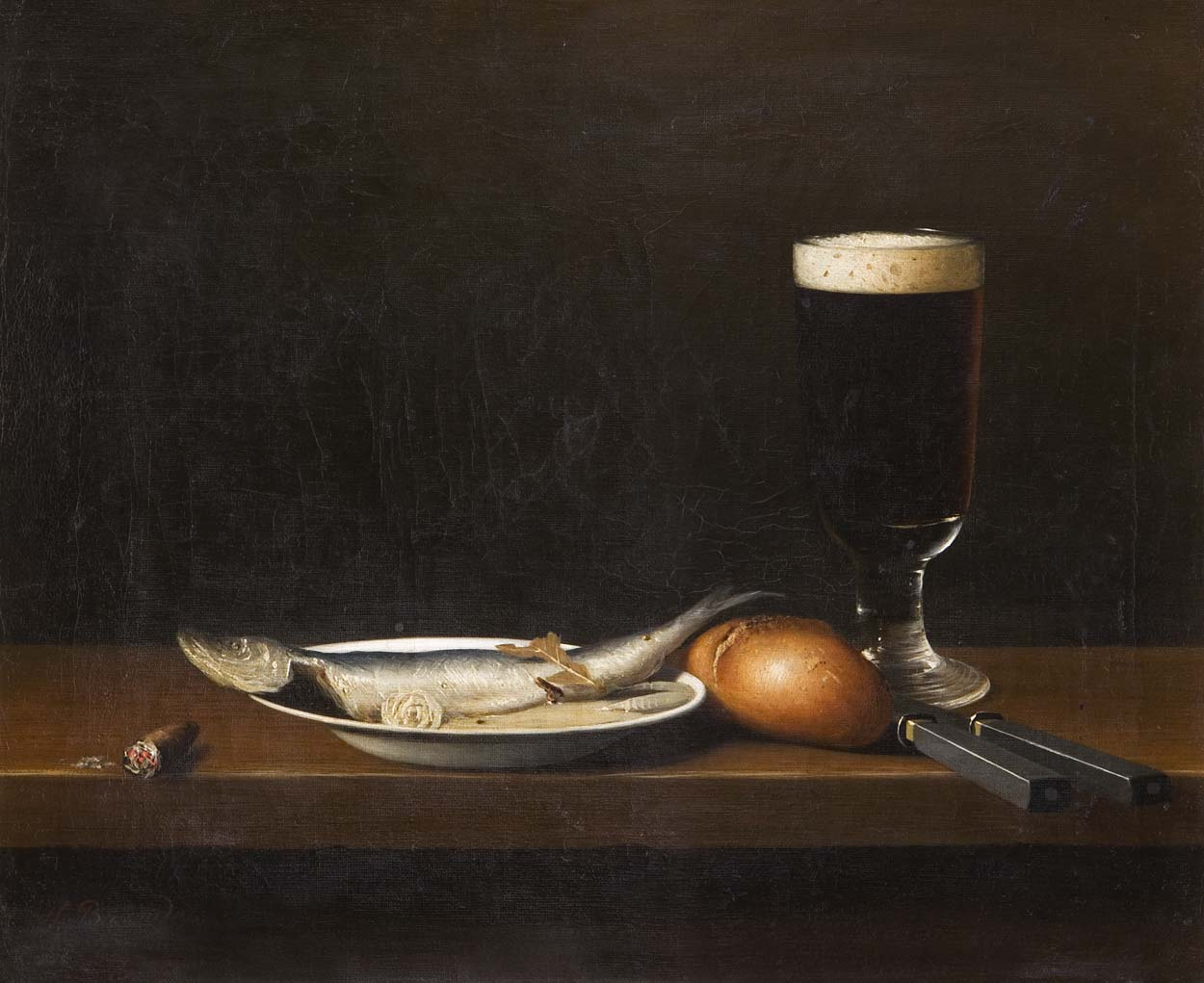
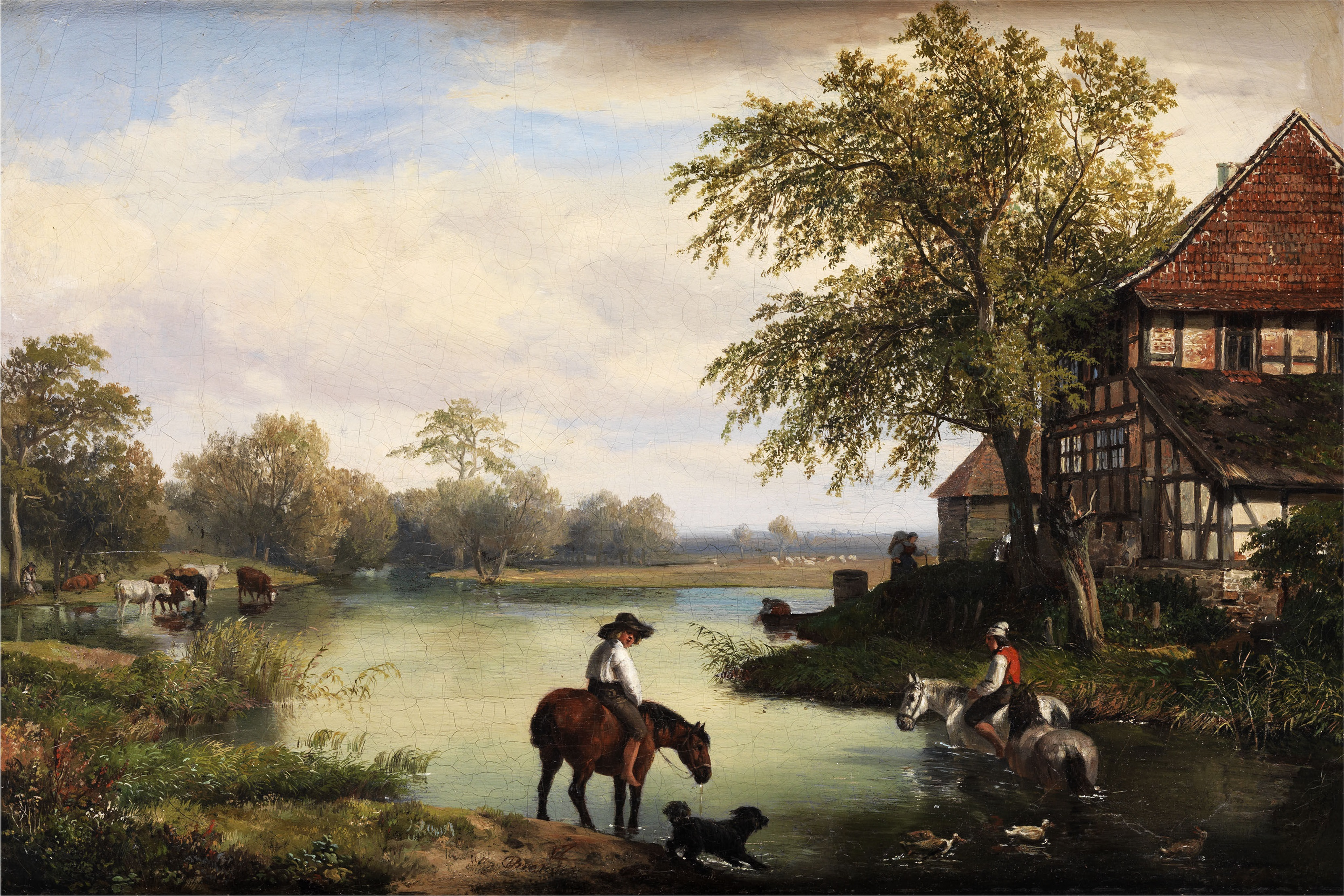
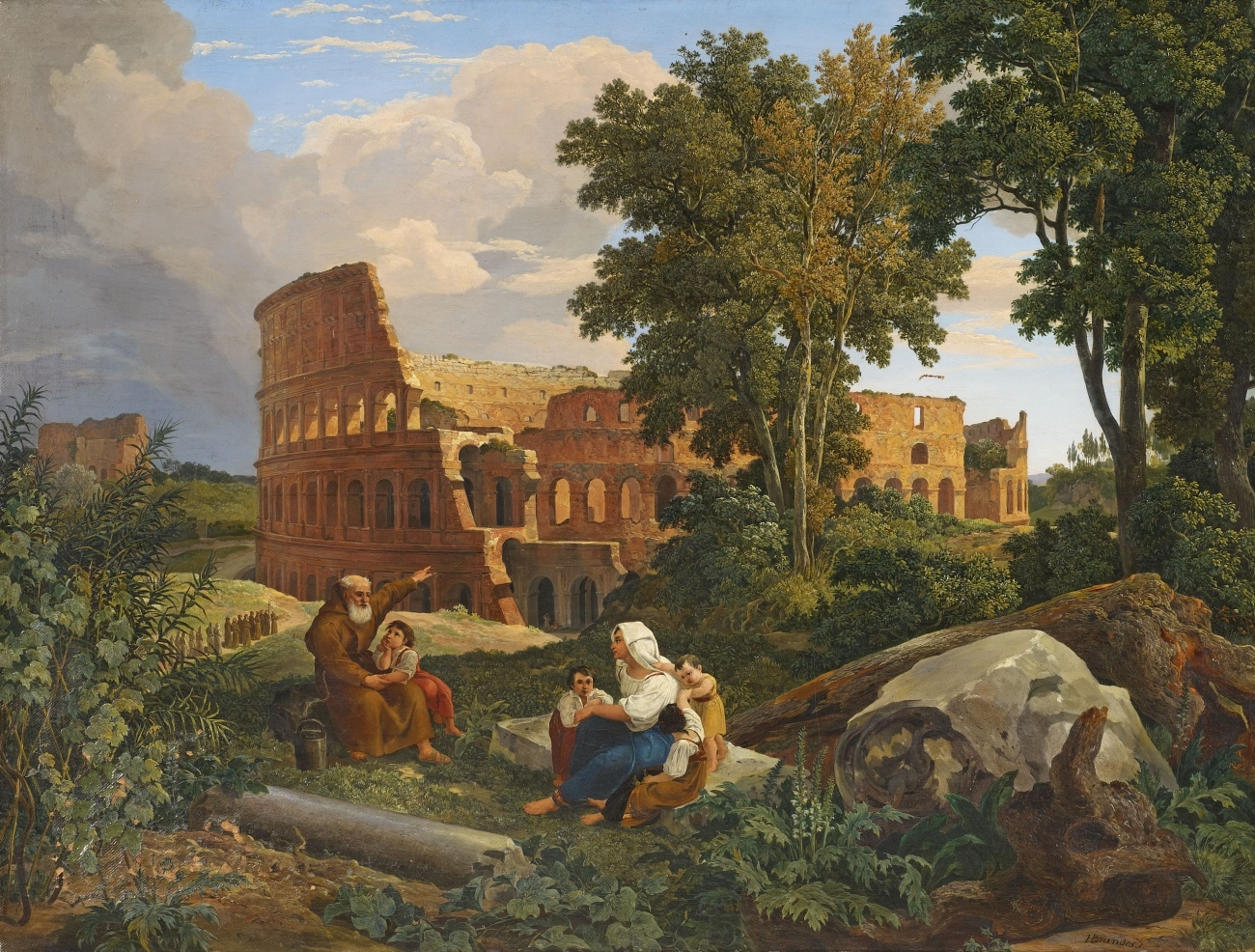
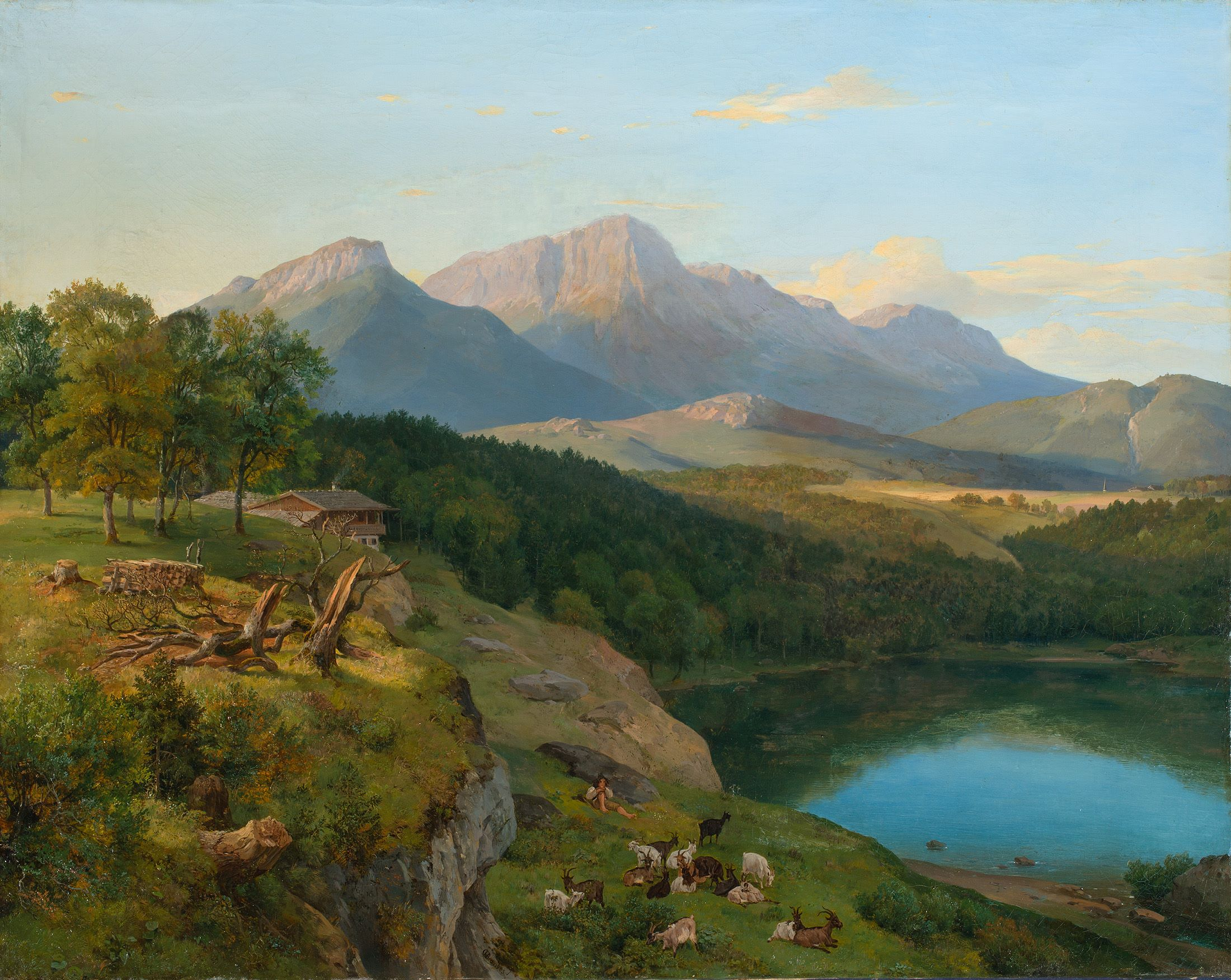

## Fordítás
- Ez a szócikk részben vagy egészben  a   Heinrich Brandes című angol Wikipédia-szócikk ezen változatának fordításán alapul.  Az eredeti cikk szerkesztőit annak laptörténete sorolja fel. Ez a jelzés csupán a megfogalmazás eredetét és a szerzői jogokat jelzi, nem szolgál a cikkben szereplő információk forrásmegjelöléseként.